# Harsleben
Harsleben è un comune tedesco di 2 169 abitanti situato nel land della Sassonia-Anhalt.